# Luke Grimes
Luke Timothy Grimes (Dayton, 1984. január 21. –) amerikai színész.
Feltűnt az Amerikai mesterlövész (2014) című háborús filmben, továbbá Elliot Greyt alakította A szürke ötven árnyalata (2015), A sötét ötven árnyalata (2017) és A szabadság ötven árnyalata (2018) című filmekben.
Fontosabb televíziós szereplései voltak a Testvérek (2009–2010), a True Blood – Inni és élni hagyni (2013) és a Yellowstone (2018–) című sorozatokban.

## Filmográfia

### Film
| Év   | Magyar cím                    | Eredeti cím                              | Szerep            | Magyar hang     |
| ---- | ----------------------------- | ---------------------------------------- | ----------------- | --------------- |
| 2006 | Majd meghalnak Mandy Lane-ért | All the Boys Love Mandy Lane             | Jake              | Pálmai Szabolcs |
| 2007 |                               | War Eagle, Arkansas                      | Enoch             |                 |
| 2008 | Merénylet a suligóré ellen    | Assassination of a High School President | Marlon Piazza     | Molnár Levente  |
| 2010 | Pocsék egy év                 | Shit Year                                | Harvey West       |                 |
| 2011 |                               | The Wait                                 | Ben               |                 |
| 2011 |                               | The Light in the Night (rövidfilm)       | fiú               |                 |
| 2012 | Elrabolva 2.                  | Taken 2                                  | Jamie             |                 |
| 2013 |                               | Dark Around the Stars                    | Evan              |                 |
| 2014 |                               | Squatters                                | Michael Silverman |                 |
| 2014 | Amerikai mesterlövész         | American Sniper                          | Marc Lee          | Varju Kálmán    |
| 2015 | A szürke ötven árnyalata      | Fifty Shades of Grey                     | Elliot Grey       | Welker Gábor    |
| 2015 | A nő, akit szerettem          | Freeheld                                 | Todd Belkin       | Szatory Dávid   |
| 2015 |                               | Forever                                  | Charlie           |                 |
| 2016 | A király megölése             | Shangri-La Suite                         | Jack Blueblood    | Horváth Illés   |
| 2016 | A hét mesterlövész            | The Magnificent Seven                    | Teddy             | Szatory Dávid   |
| 2017 | A sötét ötven árnyalata       | Fifty Shades Darker                      | Elliot Grey       | Welker Gábor    |
| 2017 |                               | El Camino Christmas                      | Eric Roth         |                 |
| 2018 | A szabadság ötven árnyalata   | Fifty Shades Freed                       | Elliot Grey       | Welker Gábor    |
| 2019 |                               | Into The Ashes                           | Nick Brenner      |                 |
| 2023 | Boldogság kezdőknek           | Happiness For Beginners                  | Jake              | Gacsal Ádám     |

### Televízió
| Év        | Magyar cím                       | Eredeti cím        | Szerep        | Megjegyzések                     |
| --------- | -------------------------------- | ------------------ | ------------- | -------------------------------- |
| 2009–2010 | Testvérek                        | Brothers & Sisters | Ryan Lafferty | 35 epizód                        |
| 2012      | Nashville: A törvénytelen város  | Outlaw Country     | Eli Larken    | tévéfilm                         |
| 2013      | True Blood – Inni és élni hagyni | True Blood         | James         | visszatérő szereplő (hat epizód) |
| 2018–2024 | Yellowstone                      | Yellowstone        | Kayce Dutton  | főszereplő                       |

## Fordítás
- Ez a szócikk részben vagy egészben  a   Luke Grimes című angol Wikipédia-szócikk ezen változatának fordításán alapul.  Az eredeti cikk szerkesztőit annak laptörténete sorolja fel. Ez a jelzés csupán a megfogalmazás eredetét és a szerzői jogokat jelzi, nem szolgál a cikkben szereplő információk forrásmegjelöléseként.